# Kessai Note
Kessai Note, född 1950 i Ailinglaplap, var Marshallöarnas president 2000–2012. Han valdes av parlamentet år 2000 och omvaldes 2004 och 2008.